# Mount Superbus
Der Mount Superbus im australischen Main-Range-Gebirge ist der höchste Berg in South East Queensland. Er ist 1375 m hoch und befindet sich im Main-Range-Nationalpark in der Nähe von Brisbane. 
In Queensland ist er nach dem Mount Bartle Frere (1622 m) und dem Mount Bellenden Ker (1593 m) der dritthöchste Berg. Im Tal an der Westseite des Berges fließt der Condamine River. Die Spitze ist der Rest eines Schildvulkans, der vor über 22 Millionen Jahren aktiv war.
Eine Attraktion für Wanderer ist das Wrack eines Flugzeugs vom Typ Avro Lincoln, das am 9. April 1955 an der Südseite des Berges abgestürzt ist. Alle sechs Insassen sind dabei ums Leben gekommen.